# Гарза (округ)
Шаблон:StateAbbr_ 33°11′ пн. ш. 101°18′ зх. д. / 33.18° пн. ш. 101.3° зх. д.
Округ Гарза (англ. Garza County) — округ у штаті Техас, США. Адміністративним центром округу є місто Пост. Ідентифікатор округу 48169.

## Історія
Округ утворений 1907 року.

## Демографія
За даними перепису 2000 року загальне населення округу становило 4872 осіб, зокрема міського населення було 3307, а сільського — 1565. Серед мешканців округу чоловіків було 2577, а жінок — 2295. В окрузі було 1663 домогосподарства, 1218 родин, які мешкали в 1928 будинках. Середній розмір родини становив 3,15.
Віковий розподіл населення поданий у таблиці:
| Стать    | До 15 років | 15-21 | 22-29 | 30-39 | 40-49 | 50-65 | 65-85 | Понад 85 |
| -------- | ----------- | ----- | ----- | ----- | ----- | ----- | ----- | -------- |
| Чоловіки | 589         | 263   | 290   | 444   | 359   | 341   | 257   | 34       |
| Жінки    | 532         | 199   | 207   | 282   | 290   | 387   | 328   | 70       |

## Суміжні округи
- Кросбі — північ
- Дікенс — північний схід
- Кент — схід
- Скаррі — південний схід
- Борден — південь
- Лінн — захід
- Лаббок — північний захід

## Галерея
|                       |                                 |                                          |                          |
| Церква у Джастисбурзі | Залізничний переїзд в Саутленді | Придорожний знак на кордоні Джастисбурга | Перша баптистська церква |